# Isidro Fabela (município)
Isidro Fabela é um município do estado de México, no México.